# 周德宇
周德宇（英語：Zhou De-yu，1967年—），國立清華大學物理學系、美國維吉尼亞理工學院暨州立大學經濟學博士畢業，任國立政治大學財政學系專任副教授，曾任系主任，2015年3月12日，接任台北101總經理；2015年12月9日，接任台北101董事長，直到2018年9月3日卸任。

## 生平
- 周德宇曾擔任國立政治大學財政學系系主任與專任副教授、台灣金控董事、中華財政學會常務理事等職務。
- 2015年3月12日，台北101上午召開董事臨時會，通過由公股推薦的政大財政系副教授周德宇，出任台北101總經理職務。成為台北101成立以來第一位學界出身專業經理人與最年輕總經理。[1]
- 2015年12月9日，台北101召開臨時股東會與董事會，通過由現任總經理周德宇擔任台北101新任董事長，總經理由兆豐金控總部分行協理陳世明接任。[2]

## 家庭
育有一子一女。

## 外部連結
- 國立政治大學財政學系周德宇專任副教授介紹